# Requiem – Mezzo Forte
Requiem – Mezzo Forte jest środkowym albumem składającym się na trylogię zespołu Virgin Black. Album został wydany 3 kwietnia 2007 roku, w Ameryce Północnej, przez The End Records i 13 kwietnia 2007 roku, w Europie, przez Massacre Records. Europejskie wydanie zawierało specjalną 2-płytową wersję.

## Lista utworów
1. "Requiem, Kyrie" - 7:42
2. "In Death" - 8:00
3. "Midnight's Hymn" - 4:57
4. "…And I am Suffering" - 10:55
5. "Domine" - 8:06
6. "Lacrimosa (I am Blind With Weeping)" - 9:59
7. "Rest Eternal" - 2:29